# Флейшман, Лазарь Соломонович
Ла́зарь Соломо́нович Фле́йшман (англ. Lazar Fleishman, род. 15 мая 1944, Овруч) — советский, израильский, американский литературовед. Исследователь творчества Бориса Пастернака, профессор Стэнфордского университета.

## Биография и научная деятельность
Родился в 1944 году в городе Овруч (УССР). Жил с родителями в Риге. Учился в музыкальной школа им. Эмиля Дарзиня (в одном классе с Соломоном Волковым), затем в рижском музыкальном училище. В 1966 году окончил филологический факультет Латвийского университета. Участвовал в пушкинском кружке Л. С. Сидякова (вместе с Е. Тоддесом и Р. Тименчиком). Дружил с А. Д. Синявским.
В 1974 году эмигрировал из СССР в Израиль. Работал на кафедре славистики Еврейского университета в Иерусалиме (в 1981—1985 годах — профессор). Редактор серии Slavica Hierosolymitana. Slavic Studies of the Hebrew University (совместно с Д. Сигалом, О. Роненом и др.)
С 1985 года — профессор Стэнфордского университета (в 1991—1994 годах — руководитель кафедры славистики). Редактор серий Modern Russian Literature и Culture, Studies and Texts (совместно с Joan Delaney Grossman, Robert P. Hughes, Simon Karlinsky, John E. Malmstad, Olga Raevsky-Hughes); Stanford Slavic Studies (с Joseph Frank, Gregory Freidin, Richard Schupbach).
Преподавал также в Калифорнийском, Принстонском, Йельском, Пражском, Латвийском университетах, РГГУ и др.
Стипендия Гуггенхайма (1987). Премия Гумбольдта (1994-95).

## Научные интересы
- Исследование творчества Бориса Пастернака. Выбрал эту тему ещё в студенческие годы. Автор, редактор множества книг и статей о жизни и творчестве Пастернака.
- Исследование культуры русской эмиграции первой половины 20-го века. Подготовил отдельные издания произведений С. Барта, Б. Божнева, Л. Гомолицкого.
- Пушкинистика.
- Научно-издательская деятельность. Редактор нескольких серий научных журналов по славистике.